# 울산 중산동 고분군
울산 중산동 고분군(蔚山 中山洞 古墳群)은 울산광역시 북구 중산동에 있는 삼국시대의 고분군이다. 1997년 10월 9일 울산광역시의 기념물 제9호로 지정되었다.

## 개요
삼한 및 삼국시대에 형성된 대규모 고분군이다. 1991년과 1993년의 발굴조사 결과, 돌덧널무덤[石槨墓], 덧널무덤[土壙木槨墓], 돌무지덧널무덤[積石木槨墳], 구덩식돌방무덤[竪穴式石室墳], 굴식돌방무덤[橫穴式石室墳] 등 다양한 형태의 무덤이 확인되었다. 유물로는 여러 종류의 토기, 둥근머리큰칼[環頭大刀] 등의 무기, 철판 갑옷[板甲]을 비롯한 여러 가지 무장류[武裝類]가 다량 출토되었다.
1차 조사에서 덧널무덤 7기를 포함한 96기의 무덤이 확인되었고, 오리모양토기[鴨形土器] 2점 등 1,200여 점의 토기, 둥근머리큰칼 6점을 비롯한 200여 점의 철기, 금제 및 금동제 장식 3점이 수습되었다.
2차 발굴에서도 101기의 무덤과 청동기시대 움집터 1기가 조사되었고, 960점의 토기와 다량의 철기가 출토되었다.
중산동 고분유적과 유물은 삼한·삼국시대(신라) 묘제와 토기의 변천과정을 밝히는 데에 중요한 자료가 된다.

## 같이 보기
- 울산 중산동 취락유적 (울산광역시 기념물 제41호)

## 참고 자료
- 울산 중산동 고분군 - 국가유산청 국가유산포털